# NGC 3152
NGC 3152 est une galaxie lenticulaire située dans la constellation du Petit Lion. NGC 3152 a été découverte par l'astronome irlandais R. J. Mitchell  en 1854.

## Caractéristiques
Sa vitesse par rapport au fond diffus cosmologique est de 6 611 ± 18 km/s, ce qui correspond à une distance de Hubble de 97,5 ± 6,8 Mpc (∼318 millions d'al).

## Groupe de NGC 3158
La galaxie NGC 3152 fait partie du groupe de NGC 3158 qui comprend aussi les galaxies NGC 3151, NGC 3159, NGC 3160, NGC 3161 et NGC 3163.

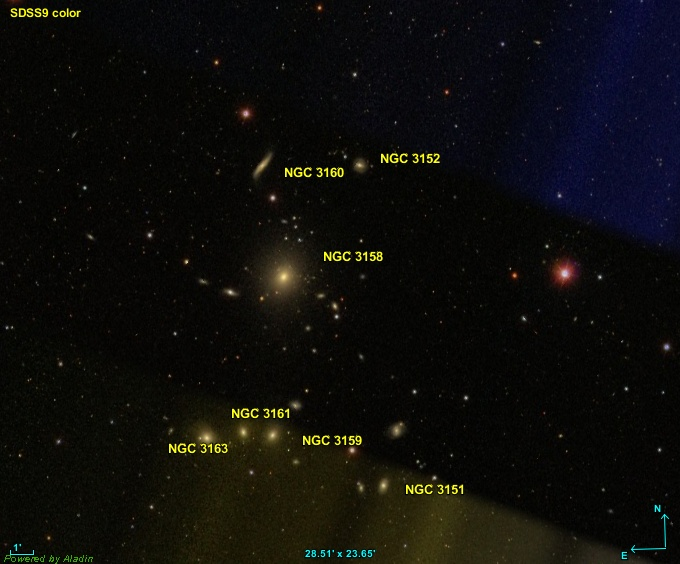
Le groupe de NGC 3158.